# Lo strano amore di Marta Ivers
Lo strano amore di Marta Ivers (The Strange Love of Martha Ivers) è un film noir del 1946 diretto da Lewis Milestone.
Fu presentato in concorso al 2º Festival di Cannes.
La pellicola segnò l'esordio di Kirk Douglas e Lizabeth Scott.

## Trama
1928. Marta, una ragazza adolescente, vive a Iverstown, con la zia bisbetica e severa e più volte tenta di scappare di casa. 
Per l'ennesima volta fugge aiutata dal suo amico coetaneo Sam, rifugiandosi con questo in un vagone ferroviario di un treno in procinto di partire, ma i due vengono ritrovati dalla polizia con la complicità del padre di Walter (un altro ragazzo amico di Marta).
La sera stessa la ragazza, riportata a casa dagli agenti, viene schiaffeggiata dalla zia che le ordina di ritirarsi nella sua stanza. Durante un temporale, mentre la zia si intrattiene nel salotto con il padre di Walter, Marta e Walter vengono raggiunti da Sam che entra dalla finestra della stanza con l’intenzione di portar via la ragazza. Si danno quindi appuntamento al treno, ma accade che la zia si accanisca contro il gattino di Marta, scappato alla ragazza per le scale della casa. Marta, furiosa, toglie alla zia lo scudiscio con cui questa stava infierendo sul povero animale e colpisce la zia che, perdendo l'equilibrio, cade dalla scale e muore sbattendo la testa.
Da quel momento Marta, Walter e il padre (fiutato il vantaggio derivante per il figlio), stabiliscono, per il bene di tutti, che la zia sia stata colpita da uno sconosciuto introdottosi in casa all’improvviso per rapina. Nel contempo Marta eredita tutti i facoltosi beni della zia, il padre di Walter diviene il suo tutore e vari anni dopo la ragazza, ormai donna, sposa Walter, divenuto nel frattempo, grazie al denaro di Marta, procuratore della città.
Dopo quasi 20 anni Sam si ritrova per puro caso a passare da quelle parti e, costretto a fermarsi per la riparazione della sua auto, alloggia momentaneamente in un alberghetto di Iverstown, facendo la conoscenza di Antonia, una ragazza molto bella che stava per andar via dalla città in attesa di una prossima corriera, poiché quella che doveva prendere era già partita. I due s’innamorano, ma Sam apprende dalla ragazza che lei è appena uscita di prigione, accusata ingiustamente di un furto. La donna non ha osservato però l'obbligo della fissa dimora, essendo in libertà vigilata perché incensurata, e viene arrestata di nuovo.
Sam, saputo che il suo vecchio amico Walter è il procuratore legale del posto, si reca da lui per chiedergli di far liberare Antonia scagionandola dall'accusa, con l'intenzione poi di andare via con la ragazza, non appena la sua auto verrà riparata, ma nello studio di Walter sopraggiunge Marta. La donna riscopre vecchi ricordi della sua adolescenza e cerca di riconquistare Sam sparlando di suo marito, che si ubriaca spesso e del suo matrimonio infelice.
Intanto Walter, in qualità di procuratore, capisce che la moglie è ancora innamorata di Sam e inoltre teme che l'uomo sia venuto in città per ricattarli al fine di non rivelare il vero assassino della zia. Walter organizza quindi una spedizione punitiva nei confronti di Sam per farlo allontanare dalla città, ma lui ritorna pesantemente malmenato sul posto e restituisce i pugni a Walter.
Marta chiede a Sam di incontrarla e apprende che l'uomo non sapeva nulla dell'assassinio, perché era già andato via dalla casa non appena la zia era sopraggiunta per le scale e non aveva quindi alcuna intenzione di ricattarli. La donna, perdutamente invaghita del suo giovanile amante, supplica Sam di rimanere in città. Arrivati in auto sotto l'albergo dove l'uomo alloggia, i due si baciano, osservati da Antonia che era alla finestra della stanza. La ragazza, disillusa e disperata si prepara ad andar via con la prima corriera.
Marta comprende però che Sam non l'ama più ed è invece innamorato di Antonia e da quel momento Marta e Walter faranno di tutto, temendo che emerga la verità sulla morte della zia e, dopo aver inutilmente tentato di corrompere Sam col denaro, trovano nel suicidio l’unica via di salvezza alle loro colpe, avendo fatto anche impiccare un innocente accusato ingiustamente dell'assassinio della zia. Sam, nel finale, ritrova la sua Antonia, che nel frattempo lo stava aspettando, avendo perso per l'ennesima volta la corriera.